# Тачен
Тачен (кит. спр. 塔城市, піньїнь: Tăchéng Shì, монг. Тарвагатай, рос. Чугучак) — місто-повіт в китайській автономії Сіньцзян; адміністративний центр однойменної префектури у складі Ілі-Казахської автономної області. 

## Географія
Тачен розташовується у прикордонному «куті» на півночі провінції у Тарбагатайських горах.

### Клімат
Місто знаходиться у зоні, котра характеризується вологим континентальним кліматом зі спекотним літом. Найтепліший місяць — липень із середньою температурою 21.7 °C (71 °F). Найхолодніший місяць — січень, із середньою температурою -11.1 °С (12 °F).
| Клімат Тачена           | Клімат Тачена | Клімат Тачена | Клімат Тачена | Клімат Тачена | Клімат Тачена | Клімат Тачена | Клімат Тачена | Клімат Тачена | Клімат Тачена | Клімат Тачена | Клімат Тачена | Клімат Тачена | Клімат Тачена |
| Показник                | Січ.          | Лют.          | Бер.          | Квіт.         | Трав.         | Черв.         | Лип.          | Серп.         | Вер.          | Жовт.         | Лист.         | Груд.         | Рік           |
| Середній максимум, °C   | −4            | −3            | 4             | 16            | 22            | 27            | 30            | 29            | 24            | 14            | 3             | −2,2          | 13            |
| Середня температура, °C | −11           | −10           | −1            | 9             | 15            | 20            | 22            | 21            | 15            | 7             | −1            | −8            | 6             |
| Середній мінімум, °C    | −17           | −16           | −7            | 2             | 8             | 12            | 14            | 13            | 7             | 1             | −6            | −13           | 0             |
| Норма опадів, мм        | 15            | 16            | 19            | 30            | 29            | 26            | 30            | 18            | 15            | 29            | 32            | 24            | 281           |
| ----------------------- | ------------- | ------------- | ------------- | ------------- | ------------- | ------------- | ------------- | ------------- | ------------- | ------------- | ------------- | ------------- | ------------- |
| Джерело: Weatherbase    |               |               |               |               |               |               |               |               |               |               |               |               |               |